# Colin Larkin

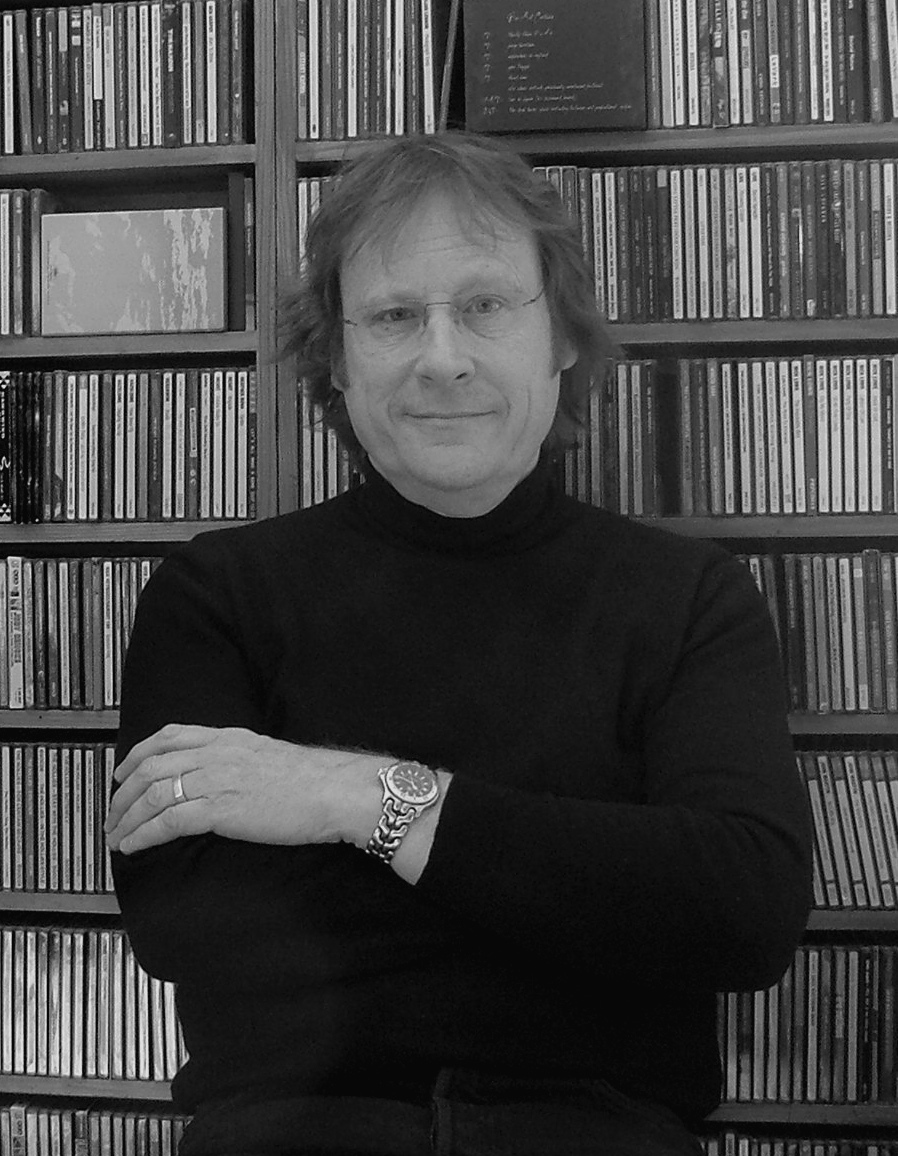
Colin Larkin

Colin Larkin (* 15. Dezember 1949 in Dagenham, Essex) ist ein britischer Musikenzyklopädist, Autor von Büchern über Popularmusik und Verleger, Gründer der Encyclopedia of Popular Music.

## Leben
Larkin wuchs im Arbeitermilieu auf (sein Geburtsort ist durch die Ford-Werke geprägt), sein Vater war Klempner und in Teilzeit Schaustellergehilfe.
Er absolvierte ein Studium des Grafikdesigns für die Buchgestaltung (Typografie u. a.) und arbeitete lange für den Verlag Pearson Longman, wo er es zu einer leitenden Stellung im Buchdesign brachte. Nebenbei begann er ab 1967 als Musikjournalist für Popularmusik tätig zu werden. 1976 gründete er einen eigenen Verlag, Scorpion Publishing, in dem er ebenso Kunstbücher verlegte (Orientalische Teppiche, Islamische Architektur u. a.) wie solche über Arbeitergeschichte.
Larkin baute eine umfangreiche Sammlung von Musikbüchern und -zeitschriften sowie Platten im Bereich Popularmusik auf und entschloss sich in den 1980er Jahren eine Enzyklopädie der Popularmusik zu verlegen, die dasselbe leisten sollte wie der Grove Dictionary für die klassische Musik. Er verkaufte 1989 seinen Verlag Scorpion Publishing und gründete für das Enzyklopädieprojekt einen neuen Verlag Square One Books. 1992 erschien die erste Ausgabe seiner Encyclopedia of Popular Music. Die Datenbank dazu hatte er ab 1990 aufgebaut. Für die Enzyklopädie entwickelte sein Verlag eine eigene Software basierend auf der Datenbanksoftware 4th Dimension. Bis 2000 hatte er über 50 weitere Bücher auf der Basis seiner Musik-Datenbank veröffentlicht, darunter zahlreiche für Guinness Publishing und nach deren Übernahme für Virgin. Die Titel lauteten entsprechend Guinness Who's Who of Jazz (2. Auflage 1995), The Virgin Encyclopedia of Jazz (3. Auflage 1999) und analog für andere Musikrichtungen.
Neben den Enzyklopädien verlegte er auch Musikerbiographien unter anderem von Bob Dylan, Frank Zappa, Eric Clapton und andere Bücher über Popularmusik.
1997 verkaufte er seinen Verlag an die amerikanische Muze, die Musik-Daten unter anderem an Amazon und Yahoo lizenzierte. Larkin blieb aber der Herausgeber mit einer Handvoll Mitarbeiter. 2008 wurde die Encyclopedia of Popular Music vom Verlag aufgegeben und nur noch die Datenbanken gepflegt. Damit endete auch Larkins Zusammenarbeit mit Muze. Er unterhält weiterhin eine Firma, die Musikdaten zusammenstellt und Bestenlisten (Best Things on Earth) im Medienbereich, später auch für Apps.

## Encyclopedia of Popular Music
Die erste Auflage erschien 1992 (Guinness Encyclopedia of Popular Music, 4 Bände, Guinness Publishing), die letzte 2006 in zehn Bänden (Oxford UP). Beteiligt waren rund 80 Mitarbeiter.
2011 erschien bei Omnibus Press eine Amazon-Kindle-Ausgabe basierend auf der Ausgabe von 2007. Die dritte Auflage erschien 1999 in 8 Bänden bei Macmillan. Eine Ausgabe in 10 Bänden erschien 2006 bei Oxford University Press, es erschienen aber auch gekürzte Ausgaben.

## Schriften (Auswahl)
Als Herausgeber:
- The Encyclopedia of Popular Music, 4. Auflage, 10 Bände, Oxford University Press  2006
- The Encyclopedia of Popular Music: Concise 5th Edition, Omnibus Press 2007.
- All Time Top 1000 Albums, Guinness Publishing 1994, 3. Auflage Virgin Books 2000

Daneben gab er verschiedene Spin Off Enzyklopädien heraus über verschiedene Sparten der Popularmusik.